# Brézé
Brézé és un municipi francès situat al departament de Maine i Loira i a la regió de País del Loira. L'any 2007 tenia 1.320 habitants.

## Demografia

### Població
El 2007 la població de fet de Brézé era de 1.320 persones. Hi havia 500 famílies de les quals 100 eren unipersonals (60 homes vivint sols i 40 dones vivint soles), 172 parelles sense fills, 180 parelles amb fills i 48 famílies monoparentals amb fills.
La població ha evolucionat segons el següent gràfic:
Habitants censats

### Habitatges
El 2007 hi havia 568 habitatges, 504 eren l'habitatge principal de la família, 29 eren segones residències i 35 estaven desocupats. 555 eren cases i 12 eren apartaments. Dels 504 habitatges principals, 404 estaven ocupats pels seus propietaris, 96 estaven llogats i ocupats pels llogaters i 4 estaven cedits a títol gratuït; 3 tenien una cambra, 15 en tenien dues, 47 en tenien tres, 164 en tenien quatre i 275 en tenien cinc o més. 406 habitatges disposaven pel capbaix d'una plaça de pàrquing. A 198 habitatges hi havia un automòbil i a 280 n'hi havia dos o més.

### Piràmide de població
La piràmide de població per edats i sexe el 2009 era:
| Homes | Edats   | Dones |
| ----- | ------- | ----- |
| 0     | 95 o +  | 0     |
| 0     | 90 a 94 | 0     |
| 4     | 85 a 89 | 4     |
| 4     | 80 a 84 | 4     |
| 28    | 75 a 79 | 12    |
| 20    | 70 a 74 | 28    |
| 32    | 65 a 69 | 36    |
| 20    | 60 a 64 | 20    |
| 28    | 55 a 59 | 12    |
| 24    | 50 a 54 | 40    |
| 68    | 45 a 49 | 48    |
| 52    | 40 a 44 | 60    |
| 48    | 35 a 39 | 48    |
| 48    | 30 a 34 | 60    |
| 32    | 25 a 29 | 40    |
| 40    | 20 a 24 | 24    |
| 60    | 15 a 19 | 60    |
| 64    | 10 a 14 | 40    |
| 60    | 5 a 9   | 40    |
| 40    | 0 a 4   | 36    |

## Economia
El 2007 la població en edat de treballar era de 849 persones, 644 eren actives i 205 eren inactives. De les 644 persones actives 595 estaven ocupades (321 homes i 274 dones) i 49 estaven aturades (18 homes i 31 dones). De les 205 persones inactives 91 estaven jubilades, 50 estaven estudiant i 64 estaven classificades com a «altres inactius».

### Ingressos
El 2009 a Brézé hi havia 516 unitats fiscals que integraven 1.387 persones, la mediana anual d'ingressos fiscals per persona era de 16.419 €.

### Activitats econòmiques
Dels 34 establiments que hi havia el 2007, 1 era d'una empresa alimentària, 1 d'una empresa de fabricació d'altres productes industrials, 6 d'empreses de construcció, 8 d'empreses de comerç i reparació d'automòbils, 1 d'una empresa de transport, 4 d'empreses d'hostatgeria i restauració, 1 d'una empresa financera, 2 d'empreses immobiliàries, 6 d'empreses de serveis, 1 d'una entitat de l'administració pública i 3 d'empreses classificades com a «altres activitats de serveis».
Dels 12 establiments de servei als particulars que hi havia el 2009, 1 era una oficina bancària, 1 funerària, 1 taller de reparació d'automòbils i de material agrícola, 1 paleta, 2 guixaires pintors, 2 electricistes, 1 perruqueria i 3 restaurants.
Dels 2 establiments comercials que hi havia el 2009, 1 era una botiga de menys de 120 m² i 1 una fleca.
L'any 2000 a Brézé hi havia 20 explotacions agrícoles que ocupaven un total de 520 hectàrees.

## Equipaments sanitaris i escolars
L'únic equipament sanitari que hi havia el 2009 era una farmàcia.
El 2009 hi havia 2 escoles elementals.

## Poblacions més properes
El següent diagrama mostra les poblacions més properes.